# Fliegerhorstkaserne
Die heutige Fliegerhorstkaserne in Husum im Kreis Nordfriesland wurde 1940 als Garnison der Wehrmacht zur Nutzung übergeben. Wegen ihrer Nutzung durch Einheiten der Kriegsmarine wurde sie als Marinekaserne bezeichnet. Nach dem Ende des Zweiten Weltkriegs 1945 besetzten zunächst britische Truppen die Kaserne, die nunmehr Leicester Barracks hieß. Ihnen folgten zwischen 1948 und 1953 Einheiten der norwegischen Armee. 1956 übernahm die Bundeswehr das Areal und nutzt es bis heute hauptsächlich für Einheiten der Luftwaffe. Deshalb kam es zur Änderung in der Benennung der Kaserne. Die Anlage umfasst eine Fläche von 27,46 Hektar.

## Planung, Bau und Stationierungsgeschichte

### Bau und Nutzung der Kaserne im Nationalsozialismus
Im Zuge der Aufrüstung der Wehrmacht im NS-Staat und in Vorbereitung auf den Zweiten Weltkrieg wurden neue Standorte ausgewählt und Kasernenanlagen errichtet. Auch in Husum wurde der Bau von Unterkünften für Einheiten der Wehrmacht ins Auge gefasst. An der Chaussee nach Flensburg auf dem Gebiet des 1938 eingemeindeten Dorfes Osterhusum war eine Kaserne für die Unterbringung von Marineeinheiten geplant. Am 4. April 1938 begann der Grunderwerb von etwa 20 Hektar, der bis zum 20. Februar 1940 abgeschlossen wurde. Der Bau der Kaserne wurde noch 1939 in Angriff genommen. Aufgrund des bereits am 1. September 1939 ausgelösten Krieges mussten in der Stadt zahlreiche Verbände zunächst anderweitig einquartiert werden. Soldaten der für die Kaserne vorgesehenen 8. Ersatz-Marine-Artillerie-Abteilung zogen bereits am 6. Juli 1940 in die Husumer Kaserne ein, obwohl Richtfest der Kaserne erst am 13. August 1940 gefeiert wurde. Am 23. März 1941 stellte die Wehrmacht den Neubau der Marinekaserne der Öffentlichkeit vor. Im Mai 1943 wurde die 8. Ersatz-Marine-Artillerie-Abteilung aufgelöst. Im Mai 1943 kam die 18. Schiffs-Stamm-Abteilung nach Husum, die im Dezember 1943 nach Frankreich verlegt wurde. Im November 1943 nahm die Marine-Kriegsschule Husum ihre Tätigkeit auf und bildete in fünf Kompanien Offizieranwärter aus. Außerdem waren weitere Einheiten während des Krieges hier untergebracht, wie etwa Teile der 2. Marine-Flugmeldeabteilung.

### Stationierungen zwischen 1945 und 1954
Nach der Teilkapitulation der Wehrmacht für Nordwestdeutschland, Dänemark und die Niederlande am 4. Mai 1945 rückten britische Verbände am 5. Mai 1945 nach Husum ein. Die Marinekaserne wurde einen Tag später an die alliierten Truppen übergeben. Das 23rd Hussars Regiment der 11th Armoured Division zog am 11. Mai 1945 in die Kaserne ein. Die Garnison wurde in Leicester Barracks umbenannt. Nach der Auflösung des Husarenregiments im Januar 1946 folgten die Royal Scots Greys (2nd Dragoons), die bis April 1946 hier lagen. Das 153rd (Leicestershire Yeomanry) Field Regiment Royal Artillery löste diese Einheit ab und verblieb in Husum bis Dezember 1946. Ihr folgte das 153rd Light Anti-Aircraft Regiment Royal Artillery, das im April 1947 zum 22nd Light Anti-Aircraft Regiment Royal Artillery umbenannt wurde und im Februar 1948 die Kaserne wieder verließ. Daraufhin zog das 5th (Scottish) Battalion Parachute Regiment ein und verblieb hier bis zum 30. September 1948. An die Stelle der britischen Besatzungstruppen traten norwegische Verbände der Norwegischen Deutschland-Brigade. Die Kaserne behielt ihre Bezeichnung als Leicester Barracks. Zunächst war vom 1. Oktober 1948 bis zum 31. August 1949 das 2. Bataillon der Brigade 482 (Danø) in der Kaserne stationiert. Es folgte ab 1. September 1949 bis zum 31. Oktober 1950 das 2. Bataillon der Brigade 501 (Nordic). Diese Einheit wurde am 1. November abgelöst durch das 2. Bataillon der Brigade 511 (Skandia I), die bis 30. April 1952 in Husum verblieb. Schließlich war vom 1. Mai 1952 bis April 1953 eine Luftabwehrbatterie der Brigade 522 in der Kaserne untergebracht. Nach dem Abzug der Norweger tat noch eine kleine britische Dienststelle in der Kaserne ihren Dienst und übergab im Februar 1954 die Anlage dem Bundesvermögensamt.

### Stationierungen der Bundeswehr zwischen 1956 und 1993
Am 1. Juni 1956 übernahm die Standortverwaltung Husum die Kasernenanlage aus der Bundesvermögensverwaltung. Bereits am 31. Juli 1956 bezog das II./Luftwaffenausbildungsregiment 1, das zuvor am 15. Mai 1956 auf dem Fliegerhorst in Uetersen aufgestellt worden war, die Garnison. In vier Kompanien begann hier die Grundausbildung für Luftwaffensoldaten. Doch Ende Dezember 1956 verlegte das Bataillon nach Faßberg auf den dortigen Fliegerhorst.
Am 1. Oktober 1956 begann in der Kaserne der Aufbau der Heeresoffizierschule II mit einem Kommando- und Schulstab, den Lehrgruppen A und B sowie einem Lehrbataillon, dessen Aufstellung ab 16. November 1956 folgte. Am 2. Januar 1957 wurde der Lehrbetrieb aufgenommen, jedoch erst am 22. Januar 1957 die feierliche Eröffnung der Heeresoffizierschule II begangen. Doch bereits nach dem Abschluss von zwei Lehrgängen wurde die Heeresoffizierschule II ab 21. Juli 1958 in die Douaumont-Kaserne nach Hamburg-Wandsbek verlegt, während das Lehrbataillon in die damalige Litzmann-Kaserne in Hamburg-Horn einzog. Die Heeresoffizierschule II wurde zum 30. Juni 1974 aufgelöst.
1958 wurden zur Erweiterung der Kasernenanlage 10 Hektar Land vom Bund hinzugekauft.
Am 18. August 1958 kam das II./Luftwaffenausbildungsregiment 1 aus Faßberg zurück nach Husum in die Fliegerhorstkaserne und nahm mit vier Kompanien zum 1. Oktober 1958 den Ausbildungsbetrieb wieder auf. Hier verblieb es bis zu seiner Auflösung am 25. September 1959.
Das Grenadierbataillon 162 der Kampfgruppe A6 wurde ab 21. August 1958 in der Fliegerhorstkaserne aufgestellt. Es bezog Feldhäuser in der Garnison. Zum 1. Oktober 1958 trat es offiziell in den Dienst. Am 1. März 1959 konnte es in die neu errichtete Julius-Leber-Kaserne in Husum umziehen.
Hauptnutzer der Kaserne sollte jedoch nach den ersten Planungen der Bundeswehr das Jagdbombergeschwader 34 werden, dessen Einsatz vom in der Nähe befindlichen Fliegerhorst Husum-Schwesing geplant war. Der Voraufstellungsbefehl vom 11. Juni 1958 sah die Bildung der 1. Staffel zunächst in Nörvenich und der 2. Staffel auf dem Fliegerhorst Büchel bei Cochem vor. Diese sollten später nach Husum verlegt werden. Ein Vorauskommando, das aus Teilen des Fliegerhorstkommandos Wunstorf aufgestellt worden war, übernahm Flugplatz und Kaserne am 14. Juli 1958. Am 8. August 1958 folgten ihm aus Wunstorf die übrigen Teile nach. Mit Luftwaffenaufstellungsbefehl Nr. 96 wurde das Jagdbombergeschwader 34 für den Stationierungsraum Memmingen vorgesehen und die bisherige 1. Staffel zur 1./Jagdbombergeschwader 35 umbenannt. Das Jagdbombergeschwader 35 sollte nunmehr nach Husum kommen. Zunächst blieb die 1. Staffel jedoch in Nörvenich stationiert. Ein weiterer Aufstellungsbefehl vom 20. Januar 1959 sah die Bildung des Stabes und der 2. Staffel zum 1. Februar 1959 in Nörvenich vor. Während der Stab befehlsgemäß entstand, wurde die 2. Staffel erst zum 15. April 1959 in Faßberg geschaffen. Am 9. September 1959 verlegte der Stab nach Husum, gefolgt von der 1. Staffel am 1. Oktober 1959 und von der 2. Staffel einen Tag später. Bereits am 10. September 1959 wurde das neue Fliegerhorstkommando Husum dem Jagdbombergeschwader 35 unterstellt. Zum 1. Oktober 1961 wurde das Jagdbombergeschwader 35 umgegliedert und führte nun eine Fliegende Gruppe, eine Technische Gruppe und eine Fliegerhorstgruppe.
Im März 1960 wurde die 1959 in der Henning-von-Tresckow-Kaserne in Oldenburg aufgestellte Feldinstandsetzungsgruppe 71 nach Husum in die Fliegerhorstkaserne verlegt. Hier verblieb sie jedoch nur bis April 1962 und kam dann in das Lager Eggebek Süd in Eggebek, wo sie 1970 in Feldwerft Allgemeines Gerät umbenannt wurde.
Die seit 1939 im Wesentlichen nicht modernisierte und instandgesetzten Kasernenanlagen wiesen bereits Ende der 1950er Jahre einen problematischen Zustand auf. Zudem waren die Unterkunftsbereiche mit 1.024 kasernenpflichtigen Soldaten deutlich überbelegt. Dies führte zu einer weiteren Verschärfung der Unterbringungssituation. Zwar wurden die Räume mit Material der Standortverwaltung durch die Soldaten in Eigenleistung renoviert und ab August 1963 die Sanitäranlagen instand gesetzt. Die Grundsanierung der alten Unterkunftsblöcke, die für 1964 vorgesehen worden war, musste jedoch aus finanziellen Gründen verschoben werden. Im März 1965 wurden zunächst 12 neue Feldhäuser als Interim aufgestellt, um die Lage etwas zu entspannen. Außerdem wurde der 1963 begonnene Neubau eines Sanitätsgebäudes 1965 übergeben.
Am 1. Januar 1966 erfolgte eine weitere Neugliederung und Umbenennung in Leichtes Kampfgeschwader 41 mit einer Fliegenden Gruppe und einer Versorgungsgruppe.
1967 verbesserte sich die Unterbringungssituation in der Kaserne deutlich. Es wurden ein neuer Kfz-Wartungsbereich, die Offiziers- und Feldwebelunterkünfte, ein Block für die Geschwaderführung mit Gefechtsstand sowie ein neues Unterkunftsgebäude für die Flugbetriebsstaffel fertiggestellt. 1969 wurde die Wache verlegt, um eine zweispurige Ein- und Ausfahrt zu ermöglichen. Im selben Jahr folgte ein Schwimmbad und 1971 wurde ein Lehrgebäude übergeben.
Am 1. April 1970 wurde eine weitere Umgliederung des Leichten Kampfgeschwaders 41 in nunmehr 3 Gruppen (Fliegende, Technische und Fliegerhorstgruppe) abgeschlossen.
1974 erhielt die Kaserne ein neues Offiziersheim. Mitte der 1970er Jahre begann eine Grundsanierung, die jedoch erst 1983 abgeschlossen wurde. Das Wirtschaftsgebäude wurde zwischen 1976 und 1979 instand gesetzt. 1977 konnte der Neubau des Unteroffiziersheimss übergeben werden. 1979 und 1980 werden für Reservisten zwei weitere Kompanie- und drei Zuggebäude errichtet. Das Mannschaftsheim wurde schließlich 1980 fertiggestellt.
Im Rahmen eines Truppenversuchs wurde aus der Sanitätsstaffel des Leichten Kampfgeschwaders 41 im Februar 1976 ein Bundeswehr-Sanitätszentrum 3000 aufgestellt. Im September 1979 wurde das Sanitätszentrum 3000 wieder aufgelöst und die Luftwaffen-Sanitätsstaffel dem Geschwader wieder unterstellt.
Am 1. Oktober 1980 wurde das Leichte Kampfgeschwader 41 zum Jagdbombergeschwader 41 ungegliedert. Es bestand aus der Fliegenden, Technischer und Fliegerhorstgruppe, dem Unteroffizierlehrgang, dem Verbindungskommando Heer, der Luftwaffensanitätsstaffel, dem Lazarett 200 als Geräteeinheit, der Luftwaffensanitätsbereitschaft für Flugbetrieb und Lufttransport, der Geophysikalischen Beratungsstelle, der Geophysikalischen Gruppe als Geräteeinheit, der Luftwaffenfeldersatzstaffel 4141 als Geräteeinheit, der Luftwaffensicherungsstaffel 5141 als Geräteeinheit und der Startbahninstandsetzungsstaffel 41 als Geräteeinheit.
In den 1980ern entstand in der Kaserne außerdem das Rechenzentrum der Luftwaffe „Eifel“ Husum.
Ebenfalls in den 1980ern war die Flugabwehrkanonenbatterie 241 als Geräteeinheit in der Fliegerhorstkaserne eingelagert.
Der Standortfeldwebel Husum war vom 1. April 1984 bis zum 31. März 1999 hier stationiert. Es war die Standortfernmeldeanlage 120/863 eingerichtet. Der Evangelische Standortpfarrer Husum bestand als Dienstposten vom 1. März 1971 bis zum 30. Juni 2007. Der Wallmeistertrupp 111/2 stand hier ebenfalls im Dienst.

### Stationierungen ab 1993 bis heute
Finanzielle Probleme bei der Ausstattung des Jagdbombergeschwaders 41 mit dem Tornado sowie die Abrüstungspolitik der Sowjetunion und der USA in der zweiten Hälfte der 1980er Jahre, die das Ende des Kalten Krieges einleiteten, führten dazu, dass ab 1990 über die Auflösung des Verbandes nachgedacht wurde. 1991 fiel dann die Entscheidung zur Außerdienststellung des Geschwaders zum 31. März 1993 sowie zur Stationierung von Flugabwehrtruppen in der Fliegerhorstkaserne.
Als erster neuer Verband zog die Flugabwehrraketengruppe 26 in die Fliegerhorstkaserne und den Fliegerhorst Husum-Schwesing am 1. April 1993 ein. Die Flugabwehrraketengruppe ging auf das Flugabwehrraketenbataillon 26 zurück, das in Fort Bliss in Texas im September 1961 aufgestellt und sodann in Ostfriesland stationiert worden war. Zum 1. Oktober 1989 erfolgte die erste Umgliederung zum Flugabwehrraketengeschwader 26. Von der Wangerland-Kaserne zog es in die Wulf-Isebrand-Kaserne nach Heide 1990 um. Es erlebte hier die Umbenennung in die Flugabwehrraketengruppe 26 am 1. Januar 1993. In Husum ist es bis heute beheimatet.
Das am 1. Januar 1993 in der Wulf-Isebrand-Kaserne in Heide aus dem Flugabwehrraketenkommando 1 „Schleswig-Holstein“ gebildete Flugabwehrraketengeschwader 1 „Schleswig-Holstein“ wurde im Januar 1994 in die Fliegerhorstkaserne nach Husum verlegt, wo es bis heute im Dienst ist.
In der Kaserne wurden nach der Stationierung der Flugabwehrtruppen bis 2006 erhebliche Um- und Ausbauten sowie Sanierungen durchgeführt, insbesondere von Unterkunfts- und Bürogebäuden sowie der Sporthalle und des Lehrsaalgebäudes, aber auch der Offiziers-, Unteroffiziers- und Mannschaftsheime, des Kfz-Bereichs, des Sanitätsgebäudes, des Geschwadergefechtsstands und der Energieversorgungszentrale.
Seit 1. Februar 2013 sind der Regionale Planungs- und Unterstützungstrupp sowie der Jugendoffizier Husum in der Kaserne stationiert.
Am 1. April 2013 wurde das Ausbildungszentrum Flugabwehrraketen geschaffen und der Ergänzungstruppenteil 2 der Regionalen Sicherungs- und Unterstützungskompanie Schleswig gebildet. Beide bestehen in der Fliegerhorstkaserne bis heute.
Vom 1. Mai 1993 bis zum 30. November 1994 versah der Fernmelderevisionsinstandhaltungstrupp 120/862 seinen Dienst. Der Standortälteste Husum ist mit Unterstützungspersonal vom 1. Oktober 1994 bis heute hier tätig. Zur medizinischen Versorgung war ab dem 1. Juli 2004 das Sanitätszentrum Husum bis zum 30. September 2015 eingerichtet. Seit dem 1. Juli 2007 besteht das Evangelische Militärpfarramt Husum in der Kaserne. Das Katholische Militärpfarramt Husum wurde am 1. September 2007 geschaffen. Die Militärgeschichtliche Sammlung Husum ist seit dem 1. Dezember 2008 geöffnet.